# Robert Wyatt
Robert Wyatt (született: Robert Wyatt-Ellidge; Bristol, Anglia, 1945. január 28.) angol zenész. Alapító tagja a canterburyi szcéna meghatározó együttesének, a Soft Machine-nek. Felesége az angol festő és dalszerző Alfreda Benge.

## A kezdetek
Tinédzserként szüleivel élt Lyddenben, közel Doverhez. Ekkoriban dobolni tanult egy amerikai dzsesszdobostól, George Neidorftól.
1962-ben Wyatt és Neidorf Mallorca szigetére költözött és nem messze laktak a híres költőtől, Robert Gravestől. A következő évben Wyatt visszatért Angliába, és csatlakozott a Daevid Allen Trióhoz, Daevid Allen és Hugh Hopper társaságában. Allen rövidesen Franciaországba távozott, így Wyatt és Hopper létrehozta a The Wilde Flowers nevű együttest, Kevin Ayersszel, Richard Sinclairrel és Brian Hopperrel. Wyatt eleinte dobolt a Wilde Flowersben, de Ayers megérkezését követően ő lett az énekes is.

## A Soft Machine és a Matching Mole
1966-ban a the Wilde Flowers felbomlott és Wyatt, valamint Mike Ratledge megalakította a Soft Machine-t, Kevin Ayersszel és Daevid Allennel. Ebben Wyatt dobolt és énekelt is, ami meglehetősen szokatlan kombináció egy koncertező rock együttes esetében.
1970-ben, kaotikus turnék, három album és a Soft Machine-ra jellemző, növekvő belső konfliktusok után, Wyatt kiadja első szólóalbumát, a The End of an Ear-t, melyen énekesi és multiinstrumentalista tehetségét hangeffektusokkal kombinálja.
Egy évvel később Wyatt elhagyja a Soft Machine-t és amellett, hogy fellép egy fúziós bigbanddel, a Centipede-del és dobol a JazzFest Berlin New Violin Summit nevű rendezvényén, ahol élő koncertet ad a hegedűs Jean-Luc Pontyval, Don "Sugarcane" Harrisszal, Michał Urbaniakkal és Nipso Brantnerrel, a gitáros Terje Rypdallal, a billentyűsökön játszó Wolfgang Daunerrel és a basszista Neville Whiteheaddel, megalakítja saját együttesét, a Matching Mole-t (ami egy szójáték a "machine molle"-ra, a 'Soft Machine' francia megfelelőjére alapozva), egy erősen instrumentális képződményt. Két album és egy szakítás után a Matching Mole éppen készült összehozni harmadik lemezét, mikor 1973. július 1-jén, a Gong-tag Gilli Smyth és June Campbell Cramer (Lady June-ként is ismert) alkoholtól fűtött partiján, az utóbbi Maida Vale-beli otthonában, a részeg Wyatt kiesik egy második emeleti ablakból. Deréktól lefelé megbénult és ezt követően tolószékbe volt zárva. Ugyanazon év november 4-én a Pink Floyd egy napon két jótékonysági koncertet is adott Londonban a Rainbow Szinházban, a Soft Machine és John Peel részvételével. A koncertek 10.000 font bevételt hoztak Wyatt javára.

## Szólókarrier
A sérülés arra kényszerítette Wyattet, hogy felhagyjon a Matching Mole-projekttel és a dobolással. Azonnal elkezdte szólókarrierjét és zenész barátaival (Mike Oldfield, a költő Ivor Cutler és a Henry Cow gitárosa, Fred Frith), kibocsátotta sikeres szólóalbumát (Rock Bottom). Az év hátralévő részében még megjelentetett egy kislemezt, az "I'm a Believer" feldolgozását, amely 29. lett az angol listákon. Mindkét lemeznek a Pink Floyd dobosa, Nick Mason volt a producere.
A következő kislemeze, Chris Andrews egy reggae balladájának, a "Yesterday Man"-nek a feldolgozása csaknem megjelent a Virginnél, de az utolsó pillanatban félretették, mert "a Virgin főnöke szerint a szám túlságosan 'komor' volt, így megfosztották Wyattet egy lehetséges újabb slágertől".
Wyatt következő szólóalbuma, a Ruth Is Stranger Than Richard, inkább jazz-vezérelt volt, free jazzes hatásokkal és az afrikai zenére történő utalásokkal. A vendég zenészek között megtalálható volt Brian Eno gitáron, szintetizátoron és "közvetlen befecskendezésű anti-jazz sugárfegyver"-en. A Rock Bottom producere Nick Mason volt, és Wyatt talán emiatt lett Mason 1981-es, első szólóalbumának, a Fictitious Sportsnak az énekese (a dalokat Carla Bley írta).
Az 1970-es évek hátralévő felében Wyatt különböző társulatokkal és muzsikusokkal vendégszerepelt, beleértve a Henry Cow-t (megjelent a Henry Cow Concerts albumon), a Hatfield and the North-ot, Carla Bley-t, Michael Mantlert és a Roxy Music gitárosát, Phil Manzanerát, énekesként közreműködve Manzanera 1975-ös, első szólóalbumának, a Diamond Head-nek nyitó számán a "Fronterá"-n. Saját szóló teljesítménye az 1980-as évek elején jelentősen átpolitizálódott és Wyatt tagja lett a Brit Kommunista Pártnak. 1982-ben Elvis Costello falklandi háború által ihletett számának, a "Shipbuilding"-nek a feldolgozásával a 35. helyre került az angol listákon. A szám az utolsó darabja volt egy politikai töltetű feldolgozás-sorozatnak, amely a Nothing Can Stop Us című albumon jelent meg.
Az 1980-as évek végén – miután dolgozott együtt többek között a News from Babellel és a japán Ryuichi Sakamotóval, Alfreda Benge nevű feleségével hosszabb időt töltöttek Spanyolországban, mielőtt elkészítette 1991-es visszatérő albumát, a Dondestan-t, amit sokak a Rock Bottom óta a legjobb munkájának tartanak. 1997-es lemezét, a Shleep-et ugyancsak nagyon jól fogadták.
1999-ben közreműködött az olasz énekesnő, Cristina Donà második, Nido című albumán. 2000 nyarán jelent meg Donà első EP-je, a Goccia, melynek címadó számán, a video változaton ugyancsak feltűnt Wyatt.
Wyatt több számmal ("Masters of the Field", "The Highest Gander", "La Forêt Rouge", "Hors Champ") is szerepel a nagy sikerű 2001-es, Vándormadarak című film zenéjében. Látható a film speciális, DVD-változatán és a zeneszerző Bruno Coulais szerint fiatal korában nagy hatással volt rá Wyatt.
A Tears for Fears együttes Wyattnek ajánlotta az "I Believe" című számot az 1985-ös Songs from the Big Chair albumról. A video klipen Roland Orzabal többnyire ing nélkül ül egy kerekes székben, utalva Wyatt bénaságára.

## Napjaink
2001-ben Wyatt a Meltdown fesztivál kurátora volt, és ő énekelte a "Comfortably Numb" című számot David Gilmour koncertjén. A felvétel megjelent Gilmour David Gilmour in Concert című DVD-jén.
2003-ban megjelentette Cuckooland című albumát, amelyet a Mercury Music Prize díjra is neveztek.
2004-ben szerepelt Björk ötödik albumán (Medúlla), a "Submarine" című számban.
„Louth-ban, (Lincolnshire) él és van egy berendezés a hálószobájában, amellyel felveszi albumait. Vittünk egy G4-et és egy Pro Toolsot és egyetlen délután felvettük a számot. Rendkívüli énekes. Mielőtt befejezte, felkértük, hogy skálázzon nekünk egyet. Kiénekelte az összes hangot és csodálatos hangterjedelme volt, öt vagy hat oktáv. A legérdekesebb az volt ebben a skálában, hogy minden oktáv teljesen más karakterű volt. A skálázást később felhasználtuk az "Oceania" című számban, 'Wyattron' név alatt.” – Björk, XFM 2004. augusztus 25.
2006-ban Wyatt közreműködött David Gilmour új albumán, az On an Island-en, énekelt, kornéton és ütős hangszereken játszott a "Then I Close My Eyes" című számban. Vendégmuzsikusként feltűnt Gilmour Royal Albert Hall-beli koncertsorozatán, ugyanezen szám kornét szólóját játszva. Részleteket olvasott Murakami Haruki regényéből Max Richter lemezére, a Songs from Before-ra.
Ugyancsak 2006-ban Wyatt együtt dolgozott Steve Nieve-vel és Muriel Teodorival a "Welcome to the Voice" című operán. Wyatt játszotta a 'barát' szerepét, énekelt és trombitált. A "Welcome to the Voice" egy olyan opera, amely egy operaház előtt játszódik. Wyatt szerepét Phil Manzanera észak-londoni házi stúdiójában vették fel. A "Welcome to the Voice" a Deutsche Grammophon kiadásában, májusban jelent meg, a következők részvételével: Barbara Bonney, Sting, Amanda Roocroft, Elvis Costello, Nathalie Manfrino, Brodsky Quartet, Sara Fulgoni, Ned Rothenberg, Antoine Quessada, Marc Ribot, Steve Nieve és Muriel Teodori.
2006. június 23-án a BBC Four rádióadó sugározta a "Free Will and Testament" című adást, amelyben Wyatt lépett fel olyan zenészekkel, mint Ian Maidman és Liam Genocky, valamint interjúk hangzottak el John Peellel, Brian Enóval, Annie Whiteheaddel és magával Robert Wyatt-tel.
2007 márciusában bejelentették, hogy Wyatt új szólóalbumon dolgozik, melynek címe Comicopera. 2007 októberében jelent meg a Domino Records nevű független kiadónál, amely olyan indie sztárokkal áll kapcsolatban, mint az Arctic Monkeys, a Pavement, a Neutral Milk Hotel és Elliott Smith.
2006 májusában kornéton játszott a "Then I Close My Eyes" című számban, a Royal Albert Hallban David Gilmour vendégeként, annak három estés koncertjén. A felvétel a Remember That Night című DVD-n és blu-ray-en jelent meg 2007-ben.

### "Wyatting"
Mostanában a "Wyatting" kifejezést – egyértelműen Robert Wyatt után – blogokban és zenei újságokban annak a jelenségnek a leírására használják, mikor a kocsmai zenegépeken hátborzongató hangsorokat játszanak le, más kocsmába járókat bosszantva. A szót Carl Neville, egy 36 éves londoni angoltanár alkotta, mivel a Dondestan az egyik kedvenc album az efféle effektusok lejátszására.
Robert Wyatt a The Guardian szerint azt mondta: "Azt hiszem, ez tényleg érdekes", és: "Nagyon megtisztelő, hogy egy szó lettem." Bár, amikor megkérdezték, hogy ő maga kipróbálta-e, azt válaszolta: "Ó, nem. Nem szeretem megzavarni az embereket. Bár előfordul, hogy amikor normális szeretnék lenni, mégis zavarokat egyeseket."

## Szóló diszkográfia

### Albumok
- The End of an Ear (1970)
- Rock Bottom (1974)
- Ruth Is Stranger Than Richard (1975)
- Nothing Can Stop Us (1981, Singles compilation; 1983., az ausztrál kiadás tartalmazza a "Shipbuilding"-et)
- The Animals Film (1982, Soundtrack)
- Old Rottenhat (1985)
- Dondestan (1991)
- Flotsam Jetsam (1994)
- A Short Break (1996, EP)
- Shleep (1997)
- Dondestan (Revisited) (1998)
- Solar Flares Burn for You (2003)
- Cuckooland (2003)
- His Greatest Misses (2004, compilation)
- Theatre Royal Drury Lane 8th September 1974 (2005)
- Comicopera (2007)

### EP-k
- The Peel Sessions (1974, "Alifib"/"Soup Song"/"Sea Song"/"I'm a Believer")
- Work In Progress (1984, "Biko"/"Amber and the Amberines"/"Yolanda"/"Te Recuerdo Amanda")
- 4 Tracks EP (1984, "I'm a Believer"/"Yesterday Man"/"Team Spirit"/"Memories")
- Airplay (2002, "Fridge"/"When Access Was a Noun "/"Salt-Ivy"/"Signed Curtain")

### Kislemezek
- "I'm a Believer"/"Memories (song)" (1974)
- "Yesterday Man"/"I'm a Believer" (1974)
- "Yesterday Man"/"Sonia" (1977)
- "Arauco"/"Caimanera" (1980)
- "At Last I'm Free"/"Strange Fruit" (1980)
- "Stalin Wasn't Stallin'"/"Stalingrad" (1981)
- "Grass"/"Trade Union" (1981)
- "Shipbuilding"/"Memories of You"/"'Round Midnight" (1982)
- "The Wind of Change"/"Namibia"(1984) (as "Robert Wyatt with the SWAPO Singers")
- "The Age of Self"/"Raise Your Banners High" (1984)
- "Chairman Mao" (1987)
- "Free Will and Testament"/"The Sight of the Wind" (1997)
- "Heaps of Sheeps"/"A Sunday in Madrid" (1997)

## Más előadók felvételein való közreműködés (válogatás)
- Vokál a Hatfield and the North Hatfield and the North albumán (1974)
- Ének Michael Mantler "The Happless Child" című lemezén(1975/76)
- Ének Nick Mason Fictitious Sports-án (1981)
- Wyatt kiadott egy EP-t Summer Into Winter címmel, Ben Watt-tel közösen (1982)
- Ének négy számban a News from Babel Letters Home albumán (1986)
- Trombita David Gilmour On an Island albumának egyik számában (2006)
- Vokál az "I Keep Faith" című számban, Billy Bragg Mr. Love & Justice című albumán (2008)

## Bibliográfia
Szöveg – Robert Wyatt, illusztrációk – Jean-Michel Marchetti
- 1997 MW, Æncrages & Co publishing
- 1998 M2W, Æncrages & Co publishing
- 2000 MW3, Æncrages & Co publishing
- 2003 M4W, Æncrages & Co publishing
- 2008 MBW (Alfreda Benge társaságában), Æncrages & Co publishing

Könyvek Robert Wyatt-ről
- 1998 Robert Wyatt: Wrong mouvements, by Mickael King, Camion Blanc publishing

## Külső hivatkozások
- Robert Wyatt – The Art and Music of Robert Wyatt
- Robert Wyatt interjú a musicOMH.com-on, 2007. szeptember Archiválva 2008. június 5-i dátummal a Wayback Machine-ben
- Robert Wyatt interjú a Stop Smiling Magazine-ban, 2006. július
- Robert Wyatt interjú a Perfect Sound Forever-ben, 1996. november
- Robert Wyatt szóló diszkográfia
- Robert Wyatt (1945-), Musician (National Portrait Gallery fénykép)
- Robert Wyatt az Obscure Sound-on

## Fordítás
- Ez a szócikk részben vagy egészben  a   Robert Wyatt című angol Wikipédia-szócikk ezen változatának fordításán alapul.  Az eredeti cikk szerkesztőit annak laptörténete sorolja fel. Ez a jelzés csupán a megfogalmazás eredetét és a szerzői jogokat jelzi, nem szolgál a cikkben szereplő információk forrásmegjelöléseként.